# Peter Bruns (Theologe)
Peter Bruns (* 26. Januar 1961 in Essen) ist ein deutscher römisch-katholischer Geistlicher, Theologe und Kirchenhistoriker.

## Leben
Peter Bruns wurde in Essen geboren als einziges Kind von Heinrich Bruns. Nach dem Abitur am Burggymnasium seiner Heimatstadt studierte er von 1980 bis 1985 Katholische Theologie an der Ruhr-Universität Bochum, an der Universität Bonn sowie in Jerusalem. 1988 trat er in das Essener Priesterseminar ein und empfing am 1. Juni 1990 zusammen mit neun weiteren Diakonen von Franz Kardinal Hengsbach im Essener Dom die Priesterweihe. Im gleichen Jahr wurde er in Bochum bei Wilhelm Geerlings mit einer Arbeit über Das Christusbild Aphrahats des Persischen Weisen zum Dr. theol. promoviert. Nach vierjähriger Seelsorgstätigkeit in Gelsenkirchen-Buer habilitierte er sich im Jahr 1994 ebenfalls bei Geerlings mit einer Studie über Die katechetischen Homilien des Theodor von Mopsuestia. Neben seiner Forschungstätigkeit an der Ruhr-Universität Bochum wirkte er in den folgenden Jahren als Subsidiar in Riemke.
Seit Mai 2000 ist Peter Bruns Professor für Kirchengeschichte mit dem Schwerpunkt Patrologie an der Universität Bamberg. Von 2009 bis 2023 amtierte er zudem als Direktor der Forschungsstelle Christlicher Orient an der Katholischen Universität Eichstätt-Ingolstadt; seit November 2023 als stellvertretender Direktor.
Im November 2019 wurde Bruns zum Präses der Marianischen Herren- und Bürgersodalität zu St. Jakob gewählt, Eigentümerin der Jakobskirche auf dem Bamberger Jakobsberg.

## Werke (Auswahl)
- Das Christusbild Aphrahats des Persischen Weisen. Borengässer Bonn 1990, ISBN 978-3-923946-15-0.
- als Herausgeber: Von Athen nach Bagdad. Zur Rezeption griechischer Philosophie von der Spätantike bis zum Islam. Borengässer, Alfter 2003, ISBN 978-3-923946-63-1.
- als Herausgeber mit Georg Gresser: Vom Schisma zu den Kreuzzügen 1054–1204. Schöningh, Paderborn 2005, ISBN 978-3-506-72891-3.
- als Herausgeber mit Heinz Otto Luthe: Vom Euphrat an die Altmühl. Die Forschungsstelle Christlicher Orient an der Katholischen Universität Eichstätt-Ingolstadt (= Eichstätter Beiträge zum christlichen Orient. Band 1). Harrassowitz, Wiesbaden 2012, ISBN 978-3-447-06644-0.
- als Herausgeber mit Heinz Otto Luthe: Orientalia Christiana. Feschrift für Hubert Kaufhold zum 70. Geburtstag (= Eichstätter Beiträge zum christlichen Orient. Band 3). Harrassowitz, Wiesbaden 2013, ISBN 978-3-447-06885-7.
- als Herausgeber mit Thomas Kremer: Studia Syriaca. Beiträge des IX. Deutschen Syrologentages in Eichstätt 2016. Harrassowitz, Wiesbaden 2018, ISBN 978-3-447-11014-3.
- als Herausgeber mit Thomas Kremer und Andreas Weckwerth: Sterben & Töten für Gott? Das Martyrium in Spätantike und frühem Mittelalter, Internationale Tagung in Rom vom 20. bis 23. Februar 2019. (Koinonia-Oriens, 57), Aschendorff, Münster 2022, ISBN 978-3-402-22524-0.